# Porte d’Arroux

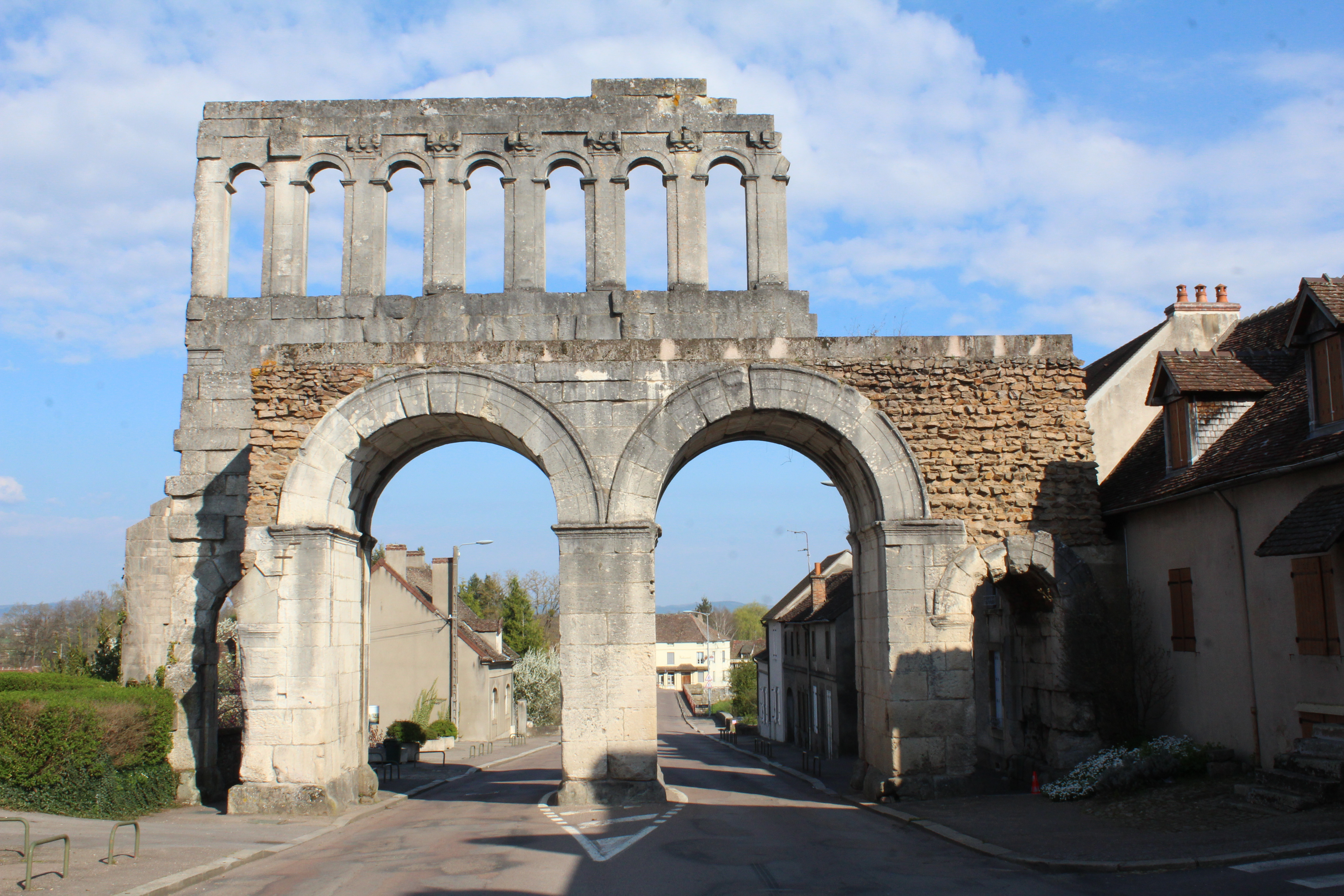
Porte d’Arroux in Autun

Die Porte d’Arroux (auch Port de Sens oder de Paris) in Autun, einer französischen Stadt im Département Saône-et-Loire in der historischen Region Burgund, ist ein Stadttor der römischen Stadt Augustodunum. Die durch das Tor führende Straße führte zur Via Agrippa Richtung Gesoriacum (Boulogne-sur-Mer) und zu einem Abzweig Richtung Avaricum (Bourges) und weiter nach Sens. Das Bauwerk an der Rue du Faubourg-d’Arroux steht seit 1846 unter Denkmalschutz (Monument historique).
Die sechs Kilometer lange römische Stadtmauer besaß vier Stadttore, die Porte d’Arroux und die Porte Saint-André sind noch vorhanden. Die Porte d’Arroux befand sich am nördlichen Ende des Cardo. Das aus dem 3. Jahrhundert stammende Tor weist vier Durchgänge auf, von denen die mittleren eine Durchgangshöhe von 7,92 Metern, die kleineren seitlichen und für Fußgänger vorgesehenen eine Höhe von 5,14 Metern haben. Die Gesamthöhe des Tores beträgt 16,70 Meter. Das Tor ist zweigeschossig und in seinem unteren Teil aus Sandstein, im Obergeschoss aus Kalkstein errichtet. Von den Fassaden ist nur noch die äußere Seite erhalten, während die Stadtseite gänzlich zerstört ist. Oberhalb der Archivolten der größeren Bögen schließt das Untergeschoss mit einem Gebälk aus Architrav, glattem Fries sowie Konsolengeison und Sima ab. Das Obergeschoss ist als Arkadengalerie gestaltet, mit Pilastern korinthischer Ordnung zwischen den Öffnungen, und von einem ähnlichen Gebälk wie das Untergeschoss bekrönt.